# Roman Peć
Roman Wasylowycz Peć, ukr. Роман Васильович Пець, ros. Роман Васильевич Пец, Roman Wasiljewicz Piec (ur. 21 czerwca 1969 w Charkowie) – ukraiński piłkarz, grający na pozycji obrońcy, trener piłkarski.

## Kariera piłkarska

### Kariera klubowa
Wychowanek Szkoły Piłkarskiej w Charkowie. W 1986 rozpoczął karierę piłkarską w trzecioligowym klubie Majak Charków. W latach 1987–1988 podczas służby wojskowej grał w klubie SKA Czyta. Po zakończeniu służby wojskowej powrócił do Majaka Charków. W 1990 został zaproszony do Metalista Charków. Latem 1993 wyjechał do Izraela, gdzie bronił barw klubów Maccabi Hajfa i Hapoel Cafririm Holon. Latem 1997 roku powrócił do Ukrainy, gdzie zasilił skład Czornomorca Odessa. Po zakończeniu sezonu 1997/98 powrócił do charkowskiego klubu, w barwach którego w końcu 2003 zakończył karierę piłkarską.

## Kariera trenerska
Po zakończeniu kariery piłkarskiej rozpoczął pracę szkoleniową. Najpierw w 2004 pracował na stanowisku dyrektora sportowego SDJuSzOR Metalist Charków. W latach 2004–2008 pomagał trenować FK Charków.  Od 2008 roku ponownie pracował na stanowisku dyrektora sportowego DJuFK Arsenał Charków.

## Sukcesy i odznaczenia

### Sukcesy klubowe
- mistrz Izraela: 1994
- wicemistrz Izraela: 1995, 1996
- wicemistrz Pierwszej Ligi Ukrainy: 2004
- zdobywca Pucharu Izraela: 1995
- finalista Pucharu Ukrainy: 1992